# Cosmogirl
CosmoGirl était un magazine américain (New York). C'était une émanation pour adolescentes de Cosmopolitan, composé d'articles sur la mode et les célébrités. Il était publié à raison de 10 numéros par an, et atteignait les 8 millions de lecteurs. Son dernier numéro est paru en décembre 2008 et les abonnés ont alors reçu à la place Seventeen, une autre publication des éditions Hearst.
Le magazine a été créé par Atoosa Rubenstein, à qui on avait demandé de faire une maquette d'un magazine pour adolescentes. Elle a alors gribouillé le mot "Girl!" avec du rouge à lèvres rouge, alors qu'elle était au lit, en train de travailler sur la future couverture. Quand son mari et elle se sont réveillés, ils étaient couverts de rouge à lèvres,.
Comme Elle Girl, qui a été arrêté en 2006, CosmoGirl continuera sur son site internet.

## Contenu
À l'intérieur de chaque numéro de CosmoGirl, il y avait une interview et une séance photo d'une célébrité, une section beauté, contenant des conseils sur la coiffure, les soins de la peau et le maquillage, et les tendances, une section mode détaillant les nouvelles tendances, vestimentaires ou non, et une section Stars qui incluait des célébrités autres que celle de la couverture. Un calendrier mensuel gratuit planifiait un mois de concours organisés par le magazine.
Il y avait aussi eu une section qui a débuté en mars 2008 nommée JSYK (Just so you know, soit Comme ça tu sais), qui prodiguait des conseils et des histoires sur les façons dont les lecteurs tombaient amoureux, et une histoire vraie choquante. La rubrique contenait aussi des récits de lecteurs d'histoires embarrassantes, et un manga dont le personnage principal était nommé CG. Tout cela était complété par une section Body & Soul (Corps et âme), qui traitait des questions de santé sexuelle et psychologique, de fitness et de nutrition.

## Le projet 2024
Le Projet 2024 a été créé en 2002. Il a été baptisé 2024 parce que c'était l'année durant laquelle les lecteurs les plus jeunes du magazine allaient atteindre trente-cinq ans, l'âge minimum pour être candidat à l'élection présidentielle aux États-Unis. Le projet avait aussi pour but d'aider les jeunes filles à réaliser leurs rêves. Il était soutenu par Hillary Clinton, le styliste Michael Kors, Sean J. Combs et le créateur de MySpace, Tom Anderson[réf. nécessaire].

## Éditions internationales
Il y a différentes éditions du magazine selon les pays, dont le Royaume-Uni, les Pays-Bas, la République tchèque, la Turquie, la Chine, Hong Kong et l'Indonésie, à chaque fois dans la langue locale.
L'édition du Royaume-Uni a été arrêtée en juin 2007.